# Ба К'ю
Ба К'ю — бірманський футболіст, що грав на позиції півзахисника. Відомий за виступами в клубі Бірманської армії, та в складі національної збірної Бірми, у складі якої він став бронзовим призером Азійських ігор 1954 року.

## Футбольна кар'єра
На клубному рівні Ба К'ю грав у складі команди бірманської армії, де його партнерами було багато гравців національної збірної країни. З початку 1950-х років Ба К'ю грав у складі національної збірної Бірми, й уже в 1951 році він у складі збірної Бірми брав участь у перших Азійських іграх, де, щоправда, бірманська збірна вибула вже на першому етапі. Проте вже на наступних Азійських іграх бірманська збірна здобула бронзові нагороди. Також Ба К'ю у 50-х роках грав на організованому федерацією футболу Шрі-Ланки Кубка Чотирикутника.

## Титули і досягнення
- Азійські ігри: бронзовий призер 1954